# Fildu de Jos (gmina)
Fildu de Jos – gmina w Rumunii, w okręgu Sălaj. Obejmuje miejscowości Fildu de Jos, Fildu de Mijloc, Fildu de Sus i Tetișu. W 2011 roku liczyła 1441 mieszkańców.